# Komora

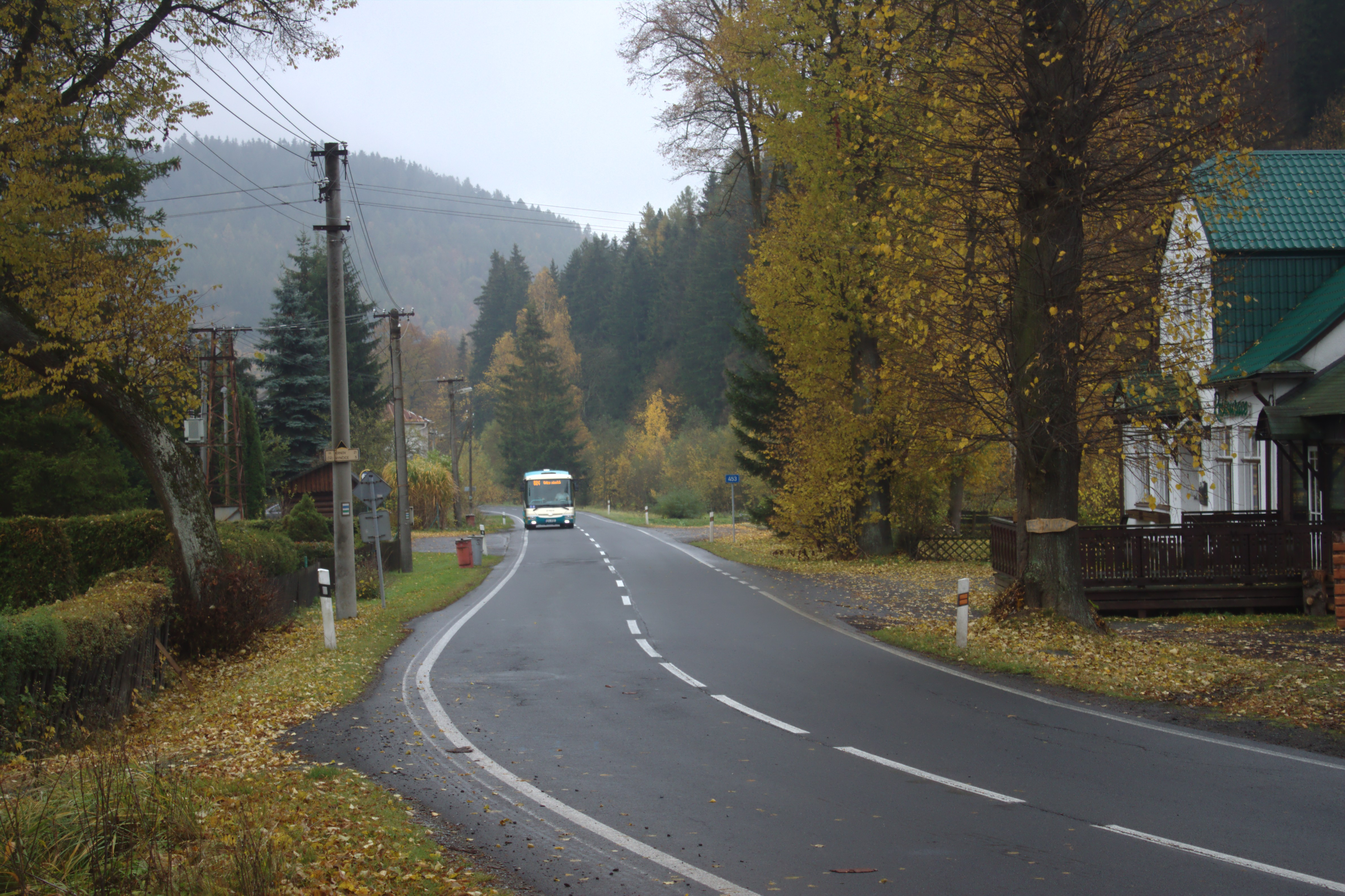
Staatsstraße II/453 in Stará Komora

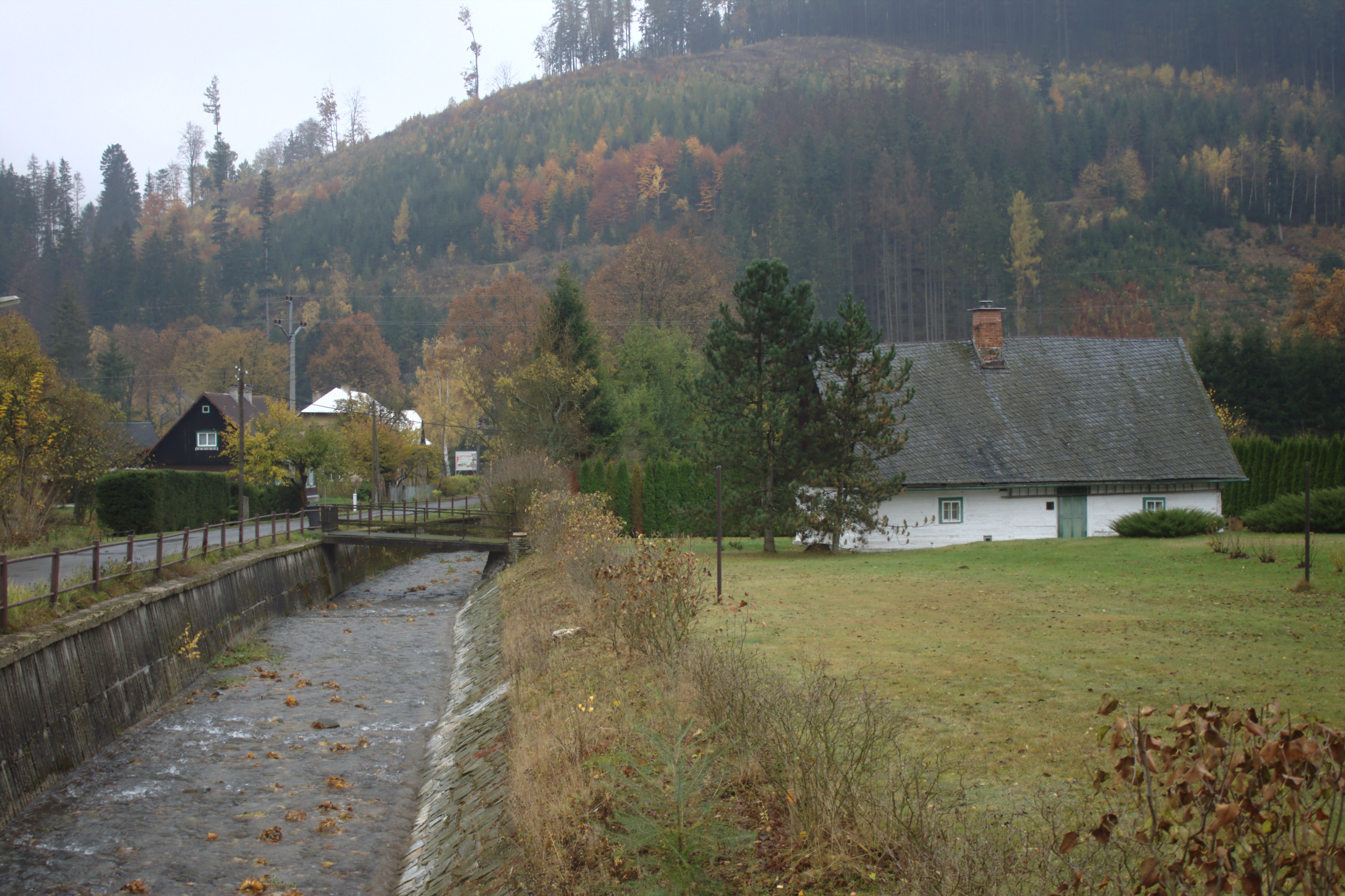
Häuser am Komorský potok

Komora (deutsch Kammer) ist ein Ortsteil der Gemeinde Holčovice (Hillersdorf) in Tschechien. Er liegt acht Kilometer westlich von Město Albrechtice (Olbersdorf) und gehört zum Okres Bruntál.

## Geographie
Der Ortsteil erstreckt sich linksseitig der Opavice (Goldoppa) und im unteren Tal ihres Zuflusses Komorský potok (Kammerbach) im Zlatohorská vrchovina (Zuckmanteler Bergland). Höchste Erhebung ist der Komorský vrch (738 m. n.m.) nahe der nördlichen Gemarkungsgrenze. Komora wird von weiteren Bergen umgeben, die jedoch außerhalb der Ortsflur liegen. Im Bereich der Mündung des Komorský potok in die Opavice führt die Staatsstraße II/453 zwischen Heřmanovice (Hermannstadt) und Město Albrechtice durch den südwestlichsten Zipfel der Gemarkung.
Angrenzende Ortschaften sind Dlouhá Voda (Langwasser) im Norden, Hejnov (Heindorf) im Osten, Holčovice im Süden, Spálené (Kuttelberg) im Südwesten und Heřmanovice im Nordwesten.

## Geschichte
Das 1592 gegründete Dorf Alt-Kammer sowie das sich nordwestlich anschließende jüngere Neu-Kammer waren seit ihrer Entstehung Teil der schlesischen Herrschaft Olbersdorf und zum fremdherrschaftlichen Hillersdorf eingepfarrt und eingeschult.
Nach der Aufhebung der Patrimonialherrschaften wurden beide Gemeinden 1849 Teil der neuen Ortsgemeinde Heindorf im Gerichtsbezirk Olbersdorf. 1866 lösten sich Alt-Kammer und Neu-Kammer von Heindorf los und bildeten die Orts- und Katastralgemeinde Kammer / Komora. Ab 1869 gehörte Kammer zum Bezirk Jägerndorf. Zu dieser Zeit hatte die Gemeinde 631 Einwohner und bestand aus 86 Häusern.  Im Jahre 1900 lebten in der Gemeinde Kammer 468 Personen, 1910 waren es 416. Nach dem Ende des Ersten Weltkrieges 1918 wurde Kammer Teil der neugegründeten Tschechoslowakei. Beim Zensus von 1921 lebten in den 88 Häusern von Kammer 390 Personen, darunter 386 Deutsche. Im Jahre 1930 bestand die Gemeinde Kammer aus 88 Häusern und hatte 402 Einwohner; 1939 waren es 380.
Nach dem Münchner Abkommen wurde die Gemeinde im Herbst 1938 dem Deutschen Reich zugesprochen und gehörte bis 1945 zum Landkreis Jägerndorf. Nach dem Ende des Zweiten Weltkrieges 1945 kam Komora zur Tschechoslowakei zurück. Die deutschsprachige Bevölkerung wurde in dieser Zeit größtenteils vertrieben. 1950 lebten in den 48 Häusern von Komora nur noch 87 Personen; Nová Komora ist seit dieser Zeit unbewohnt. Im selben Jahr erfolgte die Eingemeindung nach Holčovice, damit verloren Nová Komora und Stará Komora auch ihren Status als Ortsteil. Mit Beginn des Jahres 1961 wurde Komora in den Okres Bruntál umgegliedert. Im Jahre 1970 hatte der Ortsteil Komora 98 Einwohner. 1991 bestand Komora aus 27 Wohnhäusern und hatte 74 Einwohner. Beim Zensus von 2011 lebten in den 57 Häusern von Komora 86 Personen.

## Ortsgliederung
Der Ortsteil Komora umfasst die Ansiedlungen Stará Komora und Nová Komora. Komora bildet einen Katastralbezirk.